# Altiplano

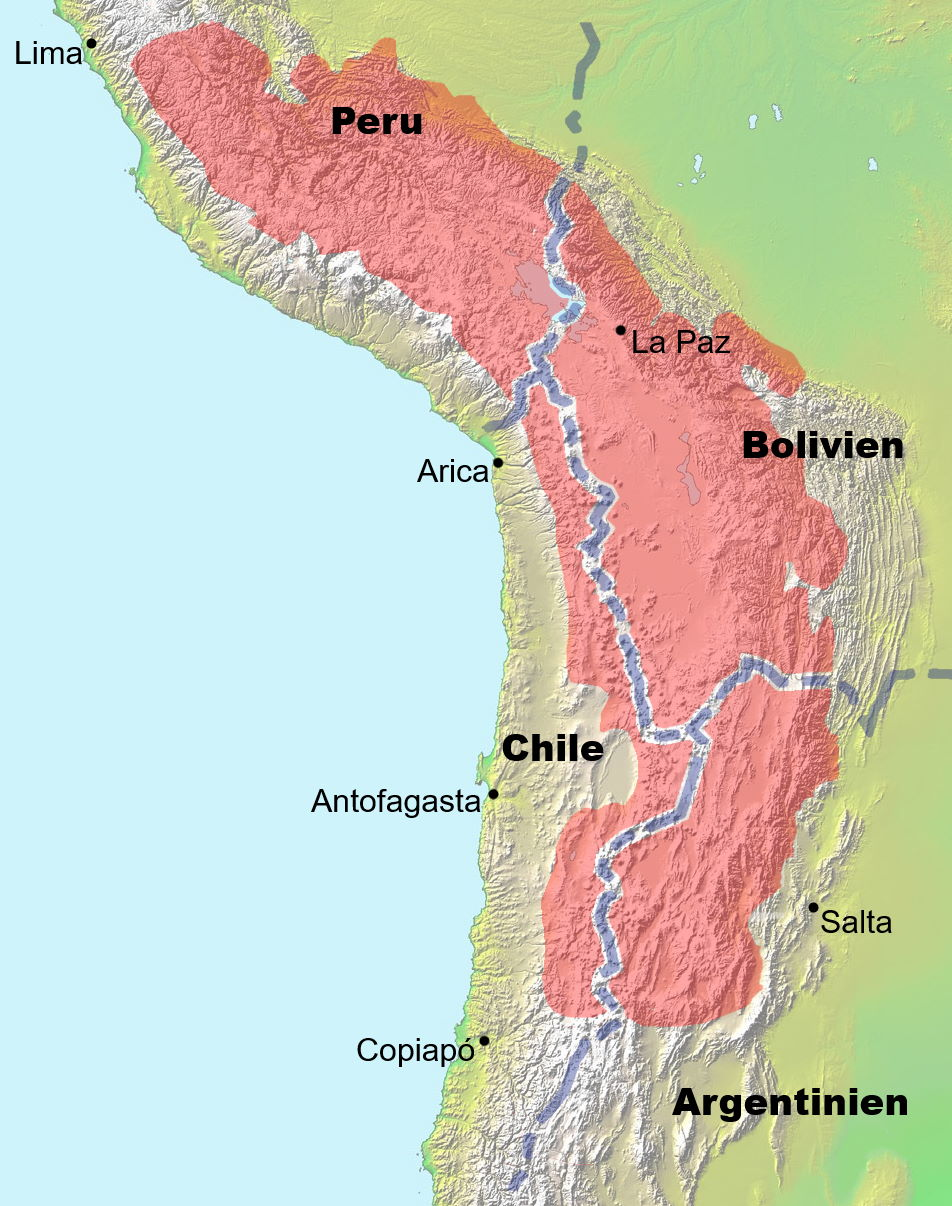
Der Altiplano der Anden erstreckt sich in Nord-Süd-Richtung von 13° S, etwa bei Lima, bis 27° S, fast bis Copiapó.

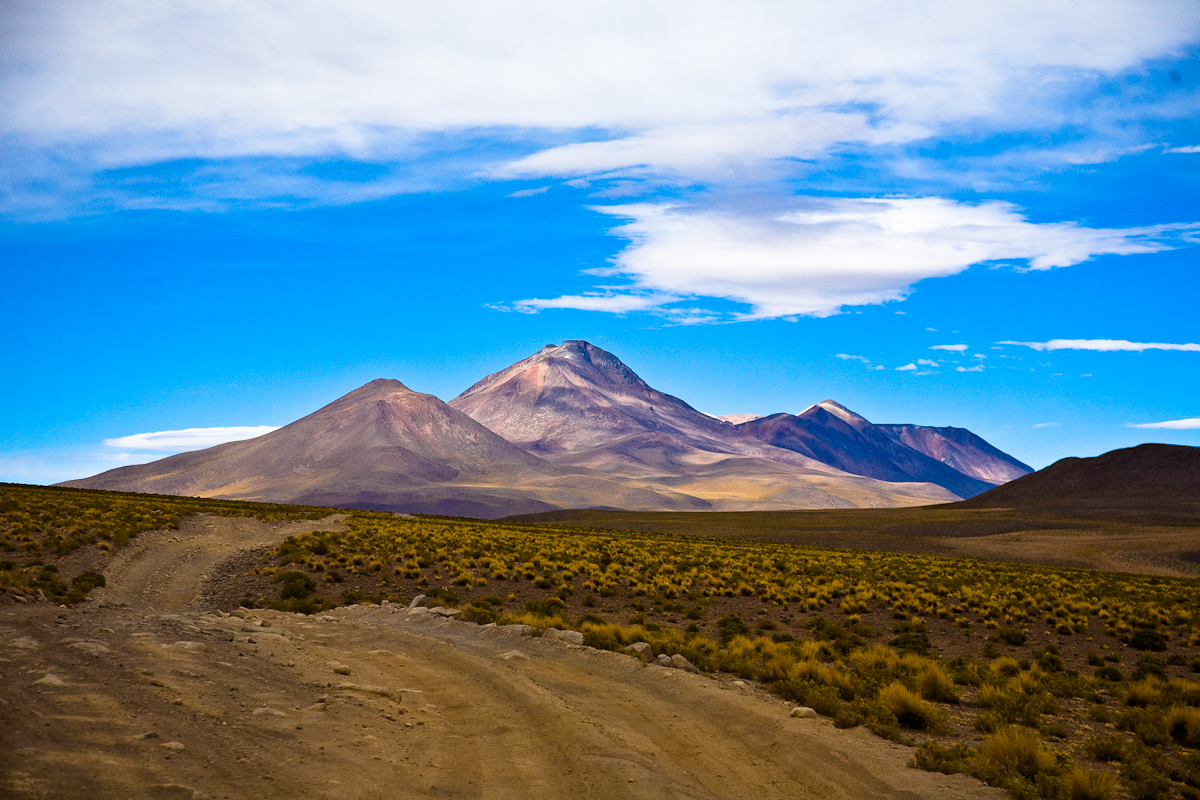
Farben des Altiplano in Bolivien

Der Altiplano (auf Quechua und Aymara Qullaw) ist eine abflusslose Hochebene in Südost-Peru und West-Bolivien zwischen den Hochgebirgsketten der West-Anden (Cordillera Occidental) und der Ost-Anden (Cordillera Oriental).

## Lage

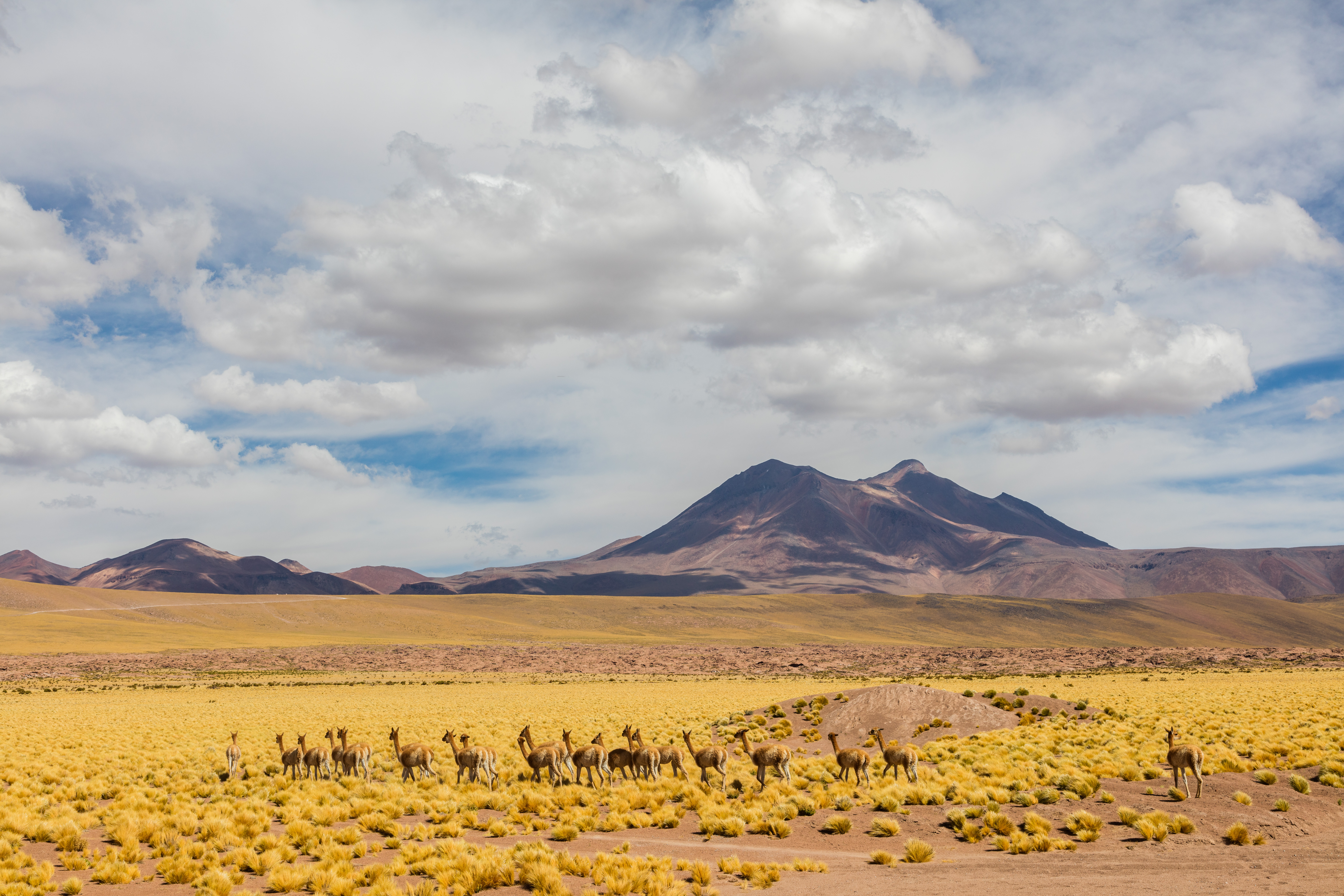
Der Altiplano in Chile mit dem Vulkan Miñiques; Typischerweise stehen die Berge isoliert voneinander in der Ebene.

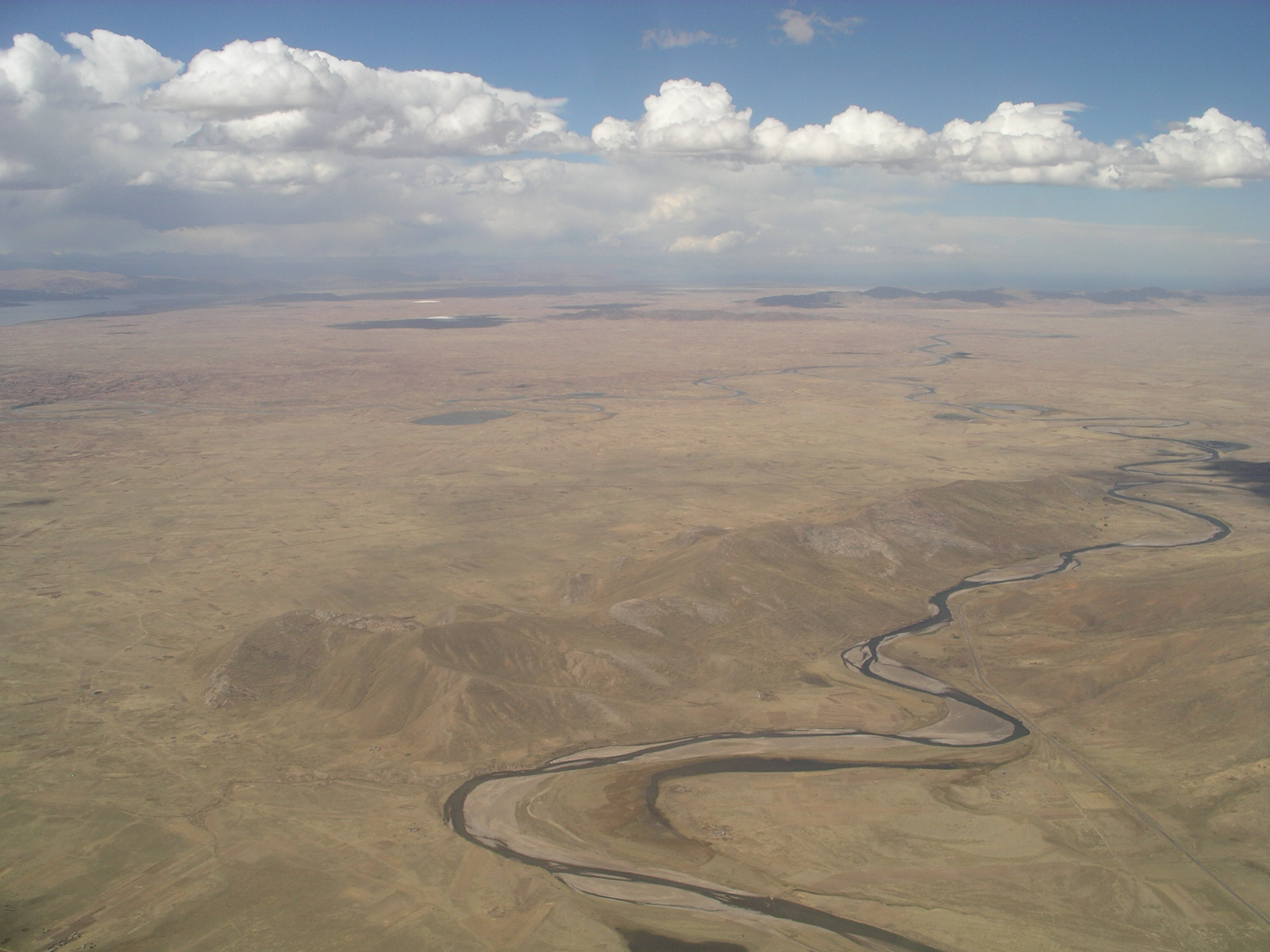
Flugaufnahme des Altiplano bei Ayaviri, Peru

Als Altiplano wird das ausgedehnte Plateau bezeichnet, das sich in den Zentralanden zwischen 13° S und 27° S befindet. Praktisch ist es das Gebiet, das die Drei-Kilometer-Höhenlinie umschließt. Danach verläuft der Altiplano über 1800 km entlang des Rückgrats des Gebirges von Süd-Peru, über West-Bolivien bis nach Nord-Chile und Nord-Argentinien und variiert zwischen 350 und 400 km Breite.
Der Altiplano liegt auf einer durchschnittlichen Höhe von 3600 m und erstreckt sich über eine Fläche von etwa 170.000 km². Im Norden des Altiplano liegt der Titicacasee, der größte Hochgebirgssee der Erde.

## Entstehung
Der Altiplano entwickelte sich, seit sich diese Region mit Beginn des Känozoikums (vor 65 Mio. Jahren) gegenüber der westlichen und östlichen Kordillere stark absenkte, so dass sich kilometerdicke Sedimentablagerungen bildeten.
Seit dem Miozän (20 Millionen Jahre) herrscht in der Westkordillere rege vulkanische Aktivität, durch die sich Stratovulkane von heute bis zu 6000 m Höhe gebildet haben. Noch heute zeugen heiße Dampf- und Schwefelquellen am Rande des Altiplano von diesem jungen Vulkanismus.
Seit Beginn des Pleistozän vor zwei Millionen Jahren hat eine Hebung der intermontanen Becken eingesetzt. Das Zentrum des Altiplano und kleinere Teilbecken im Süden waren in den vergangenen 30.000 Jahren von großen Seen (Ballivián-See) beherrscht. Die Süßwasserseen aus dieser Zeit hatten eine mittlere Tiefe von 20 bis 70 Metern, was auf eine deutlich höhere Niederschlagstätigkeit als heute hinweist. Das Ende der letzten Kaltzeit und der Beginn des Holozän vor etwa 10.000 Jahren leiteten einen deutlichen Klimaumschwung ein – es wurde zwar wärmer, aber die Niederschlagsmengen gingen zurück.

## Klima und Vegetation

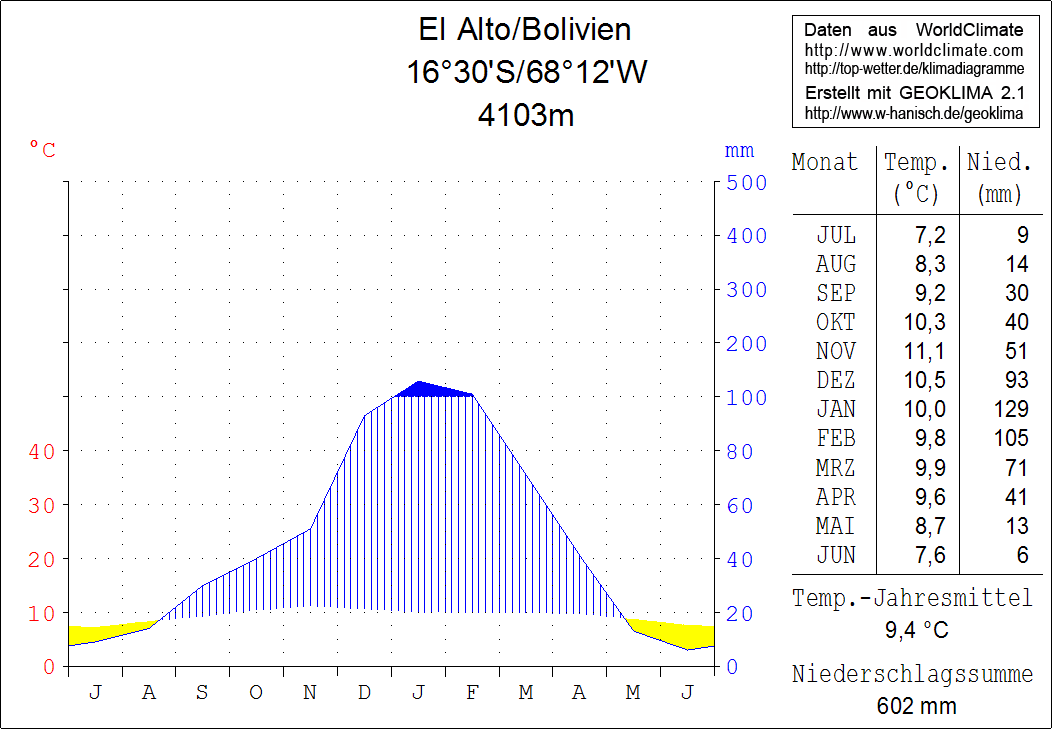
Klimadiagramm von El Alto (bei La Paz)

Das Klima des Altiplano ist kalt und semiarid bis arid. Die jährlichen Durchschnittstemperaturen schwanken zwischen 2 °C in höheren, wasserlosen Gebieten und etwa 10 °C am Titicacasee. Die Nachttemperaturen liegen häufig unter dem Gefrierpunkt, vor allem während der Trockenzeit (Mai bis August), die durchschnittlichen Tagestemperaturmaxima hingegen erreichen je nach Lage bis 15 °C.
Die Jahresniederschläge variieren je nach Topografie und Breitenlage. Gegen den südlichen Wendekreis hin liegen sie bei unter 200 mm, während sie im Norden an den Ufern des Titicacasees und gegen die Cordillera Real hin über 800 mm erreichen können. Schneefall ist selten und tritt am ehesten zwischen April und September auf.
Der gesamte Altiplano gehört zur Vegetationsform der baumlosen Hochlandsteppen. Der größte Teil weist Charakteristiken der Puna auf, einer Hochgebirgssteppe mit wechselfeuchtem Klima. Allgegenwärtig ist hier das spröde Ichugras, welches in der Trockenzeit eine goldgelbe Farbe annimmt.
Einige Randbereiche des nördlichen Altiplano haben eine Vegetation, welche dem Páramo gleicht, einem Landschaftstyp mit relativ hoher Feuchtigkeit bei geringen Jahrestemperaturschwankungen.
Der südwestliche Teil des Altiplano ist wüstenhaft.

## Gewässer
Wichtige Gewässer neben dem Titicacasee im Norden sind der Poopó-See und der Salzsee Salar de Coipasa im mittleren Altiplano sowie der Salzsee Salar de Uyuni im Süden. Titicacasee und Poopósee sind durch den Río Desaguadero miteinander verbunden.

## Bevölkerung
Der Altiplano ist seit seiner ersten Besiedlung vor etwa 10.000 Jahren ein zentraler Siedlungsraum, in dem Kultstätten und Bewässerungsterrassen alter Hochkulturen aufgefunden wurden.
Am Ostrand des Altiplano hat sich die bolivianische Großstadt La Paz entwickelt, die sich aus einem Talkessel von 3100 m die steilen Hänge bis zur 4000 m hoch gelegenen Hochebene hinaufzieht; die Millionenstadt El Alto liegt direkt angrenzend auf der Hochfläche. Weiter im Südosten gibt es die Großstädte Oruro und Potosí. Der Altiplano gehört zu den höchstgelegenen von Menschen bevölkerten Gebieten der Erde. Der Altiplano wird überwiegend von der Aymara- und Quechua-Bevölkerung bewohnt.

## Wirtschaft
Aufgrund der klimatischen Bedingungen in der großen Höhe ist Ackerbau nur begrenzt möglich, in weiten Bereichen des Altiplano wird extensive Viehhaltung betrieben. Vor allem in den Randbereichen des Altiplano gibt es reiche Vorkommen an Bodenschätzen, die durch Stollenbau, gelegentlich auch im Tagebau abgebaut werden. Viele der Erzbauminen sind seit der zweiten Hälfte des 20. Jahrhunderts so weit erschöpft, dass der Abbau ökonomisch nicht mehr sinnvoll erscheint. Seit Beginn des 21. Jahrhunderts wird versucht, die Lithium-Vorkommen des Salar de Uyuni abzubauen, bisher gibt es jedoch erst eine staatlich geförderte Pilotanlage. Verarbeitende Industrie findet sich nur vereinzelt in den Ballungszentren vom Altiplano und ist an die Förderung von Erzen angelehnt.

## Infrastruktur
Der Altiplano zählt zu den weniger entwickelten Regionen Südamerikas und verfügt über eine nur gering ausgebaute Infrastruktur. Asphaltiert sind nur wichtige Überlandstraßen, etwa die Nationalstraße Ruta 1 zwischen Desaguadero am Titicacasee, La Paz, Oruro und Potosí. Viele Ortschaften haben keine Anbindung an das Telefonnetz, sind nicht ausreichend mit Trinkwasser versorgt und nur über unbefestigte Landstraßen zu erreichen.